# 구스노키촌 (미에현)
구스노키촌(楠村)은 미에현 구와나군에 있던 촌이다. 현재의 구와나시 나가시마정 북부에 해당한다.

## 역사
- 1889년 4월 1일 - 정촌제 시행에 의해 구와나군 구스노키촌이 성립하였다.
- 1955년 4월 1일 - 나가시마정과 합병해 새로운 나가시마정이 성립하여, 동일 구스노키촌은 폐지되었다.

## 참고문헌
- 角川日本地名大辞典 24 三重県
- 大日本篤農家名鑑編纂所編『大日本篤農家名鑑』大日本篤農家名鑑編纂所、1910年。